# Midriază
Midriaza reprezintă dilatația pupilelor sau a pupilei. Poate să apară ca un răspuns  pupilar fiziologic, dar de cele mai multe ori este patologică. Printre substanțele care produc midriază se numără anticolinergicele (atropină, hiosciamină sau scopolamină).
Midriaza poate fi și provocată, de exemplu pentru un consult oftalmologic. În acest caz, atropina este folosită ca midriatic. Punând în valoare această proprietate a atropinei, ea a fost folosită în trecut de către femei pentru a dilata sau mări pupilele (în scop estetic).
Condiția inversă midriazei este mioza.